# مامکاوه
مامکاوه، روستایی در دهستان ساوان بخش مرکزی شهرستان میرآباد در استان آذربایجان غربی ایران است.

## جمعیت
بر پایه سرشماری عمومی نفوس و مسکن در سال ۱۳۹۵، جمعیت این روستا برابر با ۵۲۳ نفر (۱۵۳ خانوار) بوده‌است.